# موزة طوكيو (حلوى)

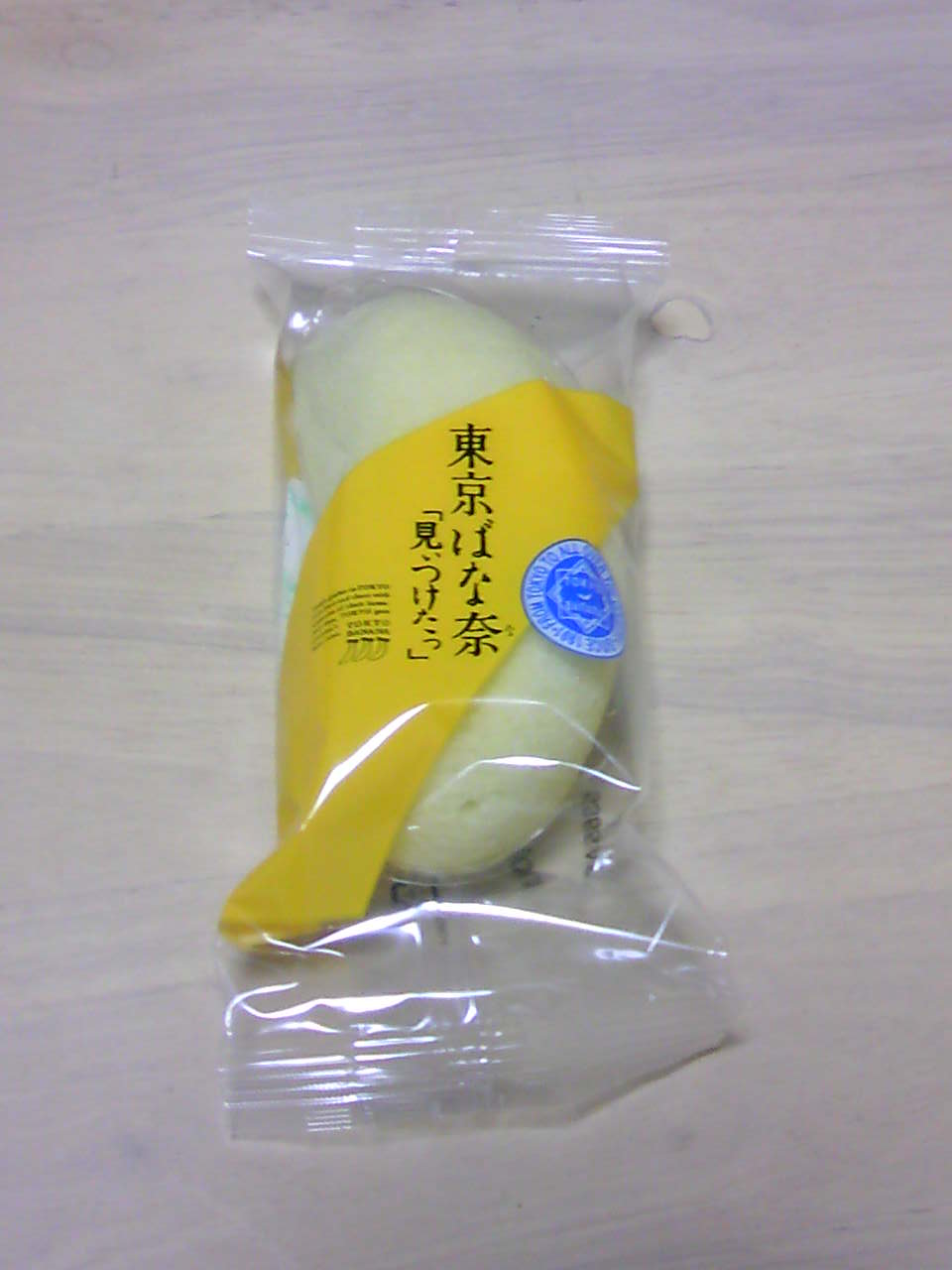
موزة طوكيو

موزة طوكيو (باللغة اليابانية: 東京ばな奈, كتابات اخرى باللغة اليابانية لنفس الاسم مع النطق نفسه أيضا: 東京 バ ナ ナ أو 東京 ば な な). هي كعكة إسفنجية يابانية على شكل موزة مع حشوة كريمة. تعد موزة طوكيو أحد أنواع الحلوة التذكارية الرئيسية في مدينة طوكيو ويتم بيعها من قبل شركة غرابيستور (باللغة اليابانية: グレープストーン) (باللغة الانجليزية: Grapestone Co).
تأتي موزة طوكيو بعدة نكهات مختلفة وعادة ما يتم تعبئتها بشكل فردي في أكياس بلاستيكية صغيرة مناسبة للحجم الخاص بهذه الحلوى التذكارية اليابانية. تُعرف النكهة الأصلية لموزة طوكيو باسم موزة طوكيو ميتسوكيتا (باللغة اليابانية: 見ぃつけたっ) (باللغة الانجليزية: Tokyo Banana Miitsuketa) وهي مليئة بكريمة الموز بالكاسترد.  تستخدم حشوة الكريمة هريس الموز المصفى. بعد الخبز ، تُطهى الكعكة الإسفنجية على البخار لتعطيها ملمس ناعم.
يتم تصنيع حلوى موزة طوكيو ميتسوكيتا في مصنع ماسداك كوربوراشين في توكوروزاوا ، سايتاما . تباع حلوى موزة طوكيو في متاجر طوكيو وفي العديد من المطارات اليابانية الرئيسية. 

## تاريخ حلوى موزة طوكيو ميتسوكيتا
موزة طوكيو ميتسوكيتا (باللغة اليابانية: 見ぃつけたっ)، نكهة موزة طوكيو الأصلية ، تم طرحها للبيع لأول مرة في عام 1991.  حتى قبل موزة طوكيو ، كان هناك عدد كبير من كعكات الهدايا التذكارية في طوكيو ، لكن موزة طوكيو كانت أول حلوى تذكارية من بين الجميع من أدخل أسم العاصمة اليابانية "طوكيو" في اسم منتجها.
اعتبارًا من عام 2016 ، بلغت المبيعات السنوية لموزة طوكيو التذكارية تقريبًا موزة طوكيو مليار ين. ما يعادل بعملات بعض دول الوطن العربي: 117 مليون ريال سعودي, 316 مليون درهم مغربي و 924 مليون جنيه مصري 
أول متجر يبيع حلوى موزة طوكيو التذكارية خارج مدينة طوكيو تم أنشاؤه في أوساكا من قبل شركة غرابيستور (اسم الشركة باللغة اليابانية: グレープストーン) (اسم الشركة باللغة الانجليزية: Grapestone) في أبريل عام 2020  في عام 2022 ، تم افتتاح متجر رئيسي مخصص فقط لبيع منتجات موزة طوكيو في محطة قطارات طوكيو . 

## بعض أنواع حلوى موزة طوكيو

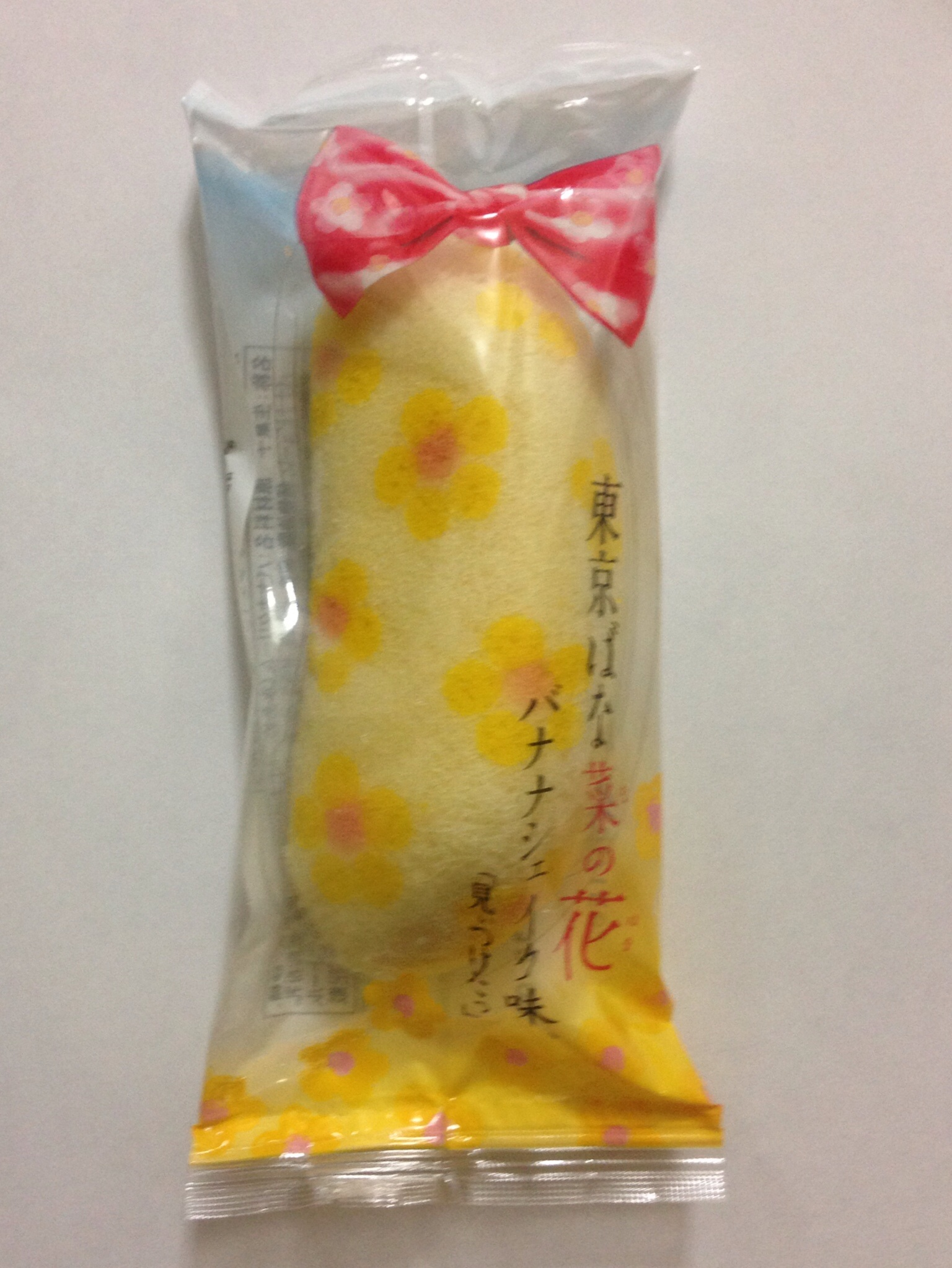
صورة لموزة طوكيو ميتسوكيتا

- موزة طوكيو ميتسوكيتا

حلوى على شكل موزة مليئة بكاسترد الموز ملفوفة بإسفنجة رقيقة. 
- موزة طوكيو ميتسوكيتا بنكهة الكراميل

تتكون موزة طوكيو ميتسوكيتا بنكهة الكراميل من كريمة الكاسترد بالكراميل ملفوفة بإسفنجة بنكهة الكراميل الملونة. تم طرحها للبيع في 10 أغسطس عام 2011 احتفالا بمرور 20 عام على بيع منتجات حلوى موزة طوكيو التذكارية.
- موزة تشوكو طوكيو

تتكون موزة تشوكو طوكيو من كريمة موز داخل الشوكولاتة.
- فطيرة موزة طوكيو

عجينة و فطائر بسكويت مطوية بنكهة الموز .
- فطيرة الكريمة الطازجة

كريمة وكريمة موز الكاسترد بالقشطة .
- شطيرة طوكيو وزبيب الموز

شطيرة تتكون من: زبيب, روم وكريمة الشوكولاتة بين بسكويت موز
- واغاشي طوكيو الموز

الموز عجينة فاصولياء الازوكي بطبقة خارجية رطبة.
- مويست باومكوخين

تتكون من 3 طبقات من خليط الكيك فوق بعضها البعض.

## منتجات تم بيعها في الماضي

### كورو باي
- موزة طوكيو كورو باي (باللغة اليابانية: 黒 ベ エ)

- فطيرة الشوكولاته

شوكولاتة ملفوفة في عجينة بنكهة الكاكاو مطوية إلى 328 طبقة.
- دوراياكي

حلوى يابانية تتكون من شريحتين من الكعك الإسفنجي مع مربى الفاصولياء الحمراء بينهما
- فطيرة بذور السمسم الأسود كورو باي
- كورو باي الزبيب

## روابط خارجية
- طوكيو بانانا وورلد (بالإنجليزية)
- طوكيو بانانا وورلد (باليابانية)